# Pavel Trost
Pavel Trost (* 3. Oktober 1907 in Sternberg, Österreich-Ungarn; † 6. Januar 1987 in Prag) war ein tschechischer Linguist und Literaturwissenschaftler.

## Leben
Trost studierte an der Universität Brünn bei den Professoren Oldřich Hujer, Beer und Jarník. In Prag studierte er bei Friedrich Slotty Linguistik, erlangte im Jahre 1933 seinen Doktortitel und war Mitglied des Prager linguistischen Zirkels. Danach arbeitete er an der Brünner Universitätsbibliothek. Von 1948 bis 1956 war er an der Philosophischen Fakultät der 
Palacký-Universität Olomouc tätig, wo er sich 1949 habilitierte und im Jahre 1951 zum Dozent ernannt wurde. 
Im Jahre 1956 gelangte er wieder an die Karls-Universität Prag und wurde dort im Jahre 1961 Professor für indogermanische Sprachwissenschaft und baltische Philologie. 
Trost war ab 1967 korrespondierendes Mitglied der Akademie der Wissenschaften zu Göttingen.